# Paolo Romani
Pour les articles homonymes, voir Romani (homonymie).
Paolo Romani (né le 18 septembre 1947 à Milan) est un homme politique italien, actuellement membre de Forza Italia. Il est successivement président de la commission Transports et Télécommunications, puis vice-ministre et ministre du Développement économique dans le gouvernement Berlusconi IV. 
Il est nommé par le Président de la République italienne Giorgio Napolitano sur proposition du Président du Conseil, Silvio Berlusconi, après 153 jours d'intérim exercé par Silvio Berlusconi lui-même.
Paolo Romani est vice-ministre du Développement économique délégué aux communications du quatrième gouvernement Berlusconi du 8 mai 2009 au 4 octobre 2010 (il fut de mai 2008 à mai 2009 secrétaire d'État), en remplacement de Claudio Scajola, démissionnaire au mois de mai 2010.

## Biographie

### Carrière dans les affaires
Avant de devenir homme politique, il a été éditeur de télévisions locales :
- en 1974, il fonde TVL Radiotelevisione Libera
- de 1976 à 1985, il est directeur général de Rete A
- de 1986 à 1990, il est administrateur délégué de Telelombardia.

### Carrière politique
Député de la XIIe et XIIIe législatures pour Forza Italia, Paolo Romani est élu pour Le Peuple de la liberté en 2008 et entre dans le gouvernement Berlusconi IV comme vice-ministre du Développement économique avec une délégation aux communications. 
Il devient vice-ministre le 8 mai 2009. Il devient ministre du Développement économique le 4 octobre 2010, à la suite de la démission de Claudio Scajola, survenue au mois de mai 2010 et après un intérim de cinq mois du chef du gouvernement italien Silvio Berlusconi. Immédiatement, les principaux médias italiens, dont La Repubblica soulignent les nombreux conflits d'intérêts d'un homme politique qui s'est surtout consacré à la télévision et au fait qu'il devra arbitrer dans ce domaine sensible pour le Président du Conseil qui l'a choisi, après l'intérim le plus long de l'histoire des gouvernements italiens.